# موناروویلا
موناروویلا (به لاتین: Monaruwila) یک منطقهٔ مسکونی در سری‌لانکا است که در استان مرکزی (سری‌لانکا) واقع شده‌است.